# 54

54(오십사)는 53보다 크고 55보다 작은 자연수다.

## 수학
- 합성수로, 그 약수는 1, 2, 3, 6, 9, 18, 27, 54다. 진약수의 합은 66이므로, 54는 과잉수다.
- {\displaystyle 54=2^{2}+3^{2}+4^{2}+5^{2}}
  - 연속하는 네 자연수의 제곱합으로 나타낼 수 있으며, 이 성질을 지닌 앞의 수는 30, 다음 수는 86이다.

## 과학·기술
- 제논(Xe)의 원자번호.
- 양의 염색체 개수.
- 제록스 네트워크 시스템의 포트 번호.
- NGC 54: 고래자리 방향에 있는 나선은하.

## 교통
- 고속도로
  - 유럽 고속도로 54호선: 프랑스 파리에서 독일 뮌헨까지 이어지는 유럽 고속도로.
- 국도 제54호선
  - 일본 54번 국도: 히로시마현 히로시마시 나카구에서 시마네현 마쓰에시까지 이어지는 일본의 국도.
  - 미국 54번 국도: 텍사스주의 엘패소에서 일리노이주의 그릭스빌(영어판)까지 이어지는 미국의 국도.
- 기타 도로
  - 현도 제54호선

## 문화유산
- 대한민국의 국보 제54호: 구례 연곡사 북 승탑
- 대한민국의 보물 제54호: 고령 지산리 당간지주

## 방송
- 한국어 채널
  - 스카이라이프의 아시아N 채널 번호.
  - 지니 TV의 tvN 스포츠 채널 번호.
  - U+ TV의 채널액션 채널 번호.
  - LG헬로비전의 캐치온1 채널 번호.
  - B tv 케이블의 TV조선2 채널 번호.
  - KT HCN의 드라마큐브 채널 번호.

## 스포츠
- KBO 리그 최초의 영구 결번은 54번으로, 성적 비관으로 인해 자살한 당시 OB 베어스의 소속 포수였던 김영신의 배번이다.

## 기타
- 날짜: 5월 4일
- 연도: 54년, 기원전 54년
- 플레잉 카드의 카드 장수(조커 포함).
- 루빅스 큐브가 가지고 있는 면의 수.